# Bethany (Virginia Occidental)
Bethany es un pueblo ubicado en el condado de Brooke en el estado estadounidense de Virginia Occidental. En el Censo de 2010 tenía una población de 1036 habitantes y una densidad poblacional de 544,22 personas por km².

## Geografía
Según la Oficina del Censo de los Estados Unidos, Bethany tiene una superficie total de 1.9 km², de la cual 1.9 km² corresponden a tierra firme y (0.27%) 0.01 km² es agua.

## Demografía
Según el censo de 2010, había 1036 personas residiendo en Bethany. La densidad de población era de 544,22 hab./km². De los 1036 habitantes, Bethany estaba compuesto por el 88.9% blancos, el 7.34% eran afroamericanos, el 0.39% eran amerindios, el 0.48% eran asiáticos, el 0% eran isleños del Pacífico, el 0.68% eran de otras razas y el 2.22% pertenecían a dos o más razas. Del total de la población el 2.51% eran hispanos o latinos de cualquier raza.